# Hellendoorn
Hellendoorn – gmina w północnej Holandii, w prowincji Overijssel. Według danych na luty 2014 roku zamieszkiwało ją 35 702 mieszkańców. Siedzibą administracyjną jest miasto Nijverdal.

## Położenie
Gmina położona jest w północnej części kraju, w środkowej części prowincji. Siedziba gminy położona jest w odległości ok. 37 km na południowy wschód od stolicy prowincji- Zwolle. Gminę przecinają drogi prowincjonalne N35, N347, N750, N751.